# Allopatiria
Allopatiria is een geslacht van zeesterren uit de familie Asterinidae.

## Soort
- Allopatiria ocellifera (Gray, 1847)